# Tōson Shimazaki
Tōson Shimazaki, Shimazaki Tōhijo?, (25 de marzo de 1872–22 de agosto de 1943) es el seudónimo de Shimazaki Haruki, fue un escritor japonés, activo en las eras Meiji, Taishō e inicios de la era era Shōwa de Japón. Empezó su carrera como poeta romántico, pero después pasó como un destacado exponente del naturalismo en la ficción japonesa.

## Infancia
Tōson nació en lo que ahora es parte de la ciudad de Nakatsugawa, Prefectura de Gifu y pasó su niñez en la antigua ciudad-correo de Magome-juku en el campo del Distrito de Kiso, el cual dejó en 1881. Posteriormente escribió muchos aspectos de su vida en sus obras, incluyendo en su novela más famosa titulada Antes del Amanecerl, el cual era modeleda en la vida de su padre, Shimazaki Masaki, quién estaba demente y murió por el tiempo cuando Tōson tenía catorce años, dejando a su hijo al cuidado de amigos de su familia. Más tarde, su hermana mayor también sufrió de desórdenes mentales. Más tarde, Tōson describió su naturaleza como "la melancolía heredada de mis padres."
Tōson se graduó de la Universidad Meiji Gakuin en 1891, y al año siguiente empezó a enseñar inglés en la Escuela para Mujeres Meiji. Alrededor de este tiempo,  se interesó en la literatura a través de su amistad con el ensayista y traductor Kochō Baba (馬場孤蝶 Baba Kochō) y Shūkotsu Togawa (戸川秋骨 Togawa Shūkotsu). Tōson se unió a un grupo literario asociado con la revista literaria Bungakukai (文學界) y también empezó a contribuir traducciones para Jogaku Zasshi (女学雑誌 Revista del aprendizaje de las mujeres).  El suicidio de su amigo cercano en 1894, el escritor Romántico Kitamura Tokoku, sufrió un gran shock y tuvo un fuerte impacto en las propias obras de Tōson.
A finales de 1895 Tōson renuncia a su puesto de docente en Tokio. Al año siguiente se traslada a Sendai en el norte de Japón para enseñar en la Universidad Tohoku Gakuin.  Su primera colección de versos, Wakanashū (若菜集 Colección de Hierbas Jóvenes, 1897) fue publicado mientras residía en Sendai, y su éxito lo lanzó al éxito en su carrera futura.

## Carrera literaria
Tōson fue alabado por críticos literarios por el establecimiento de un nuevo estilo de verso japonés en Wakanashu y como uno de los creadores del Romanticismo Meiji (明治浪漫主義 Meiji Rōhombre Shugi).  Finalmente publicó otras cuatro colecciones de poemas, pero después del cambio de siglo giró sus talentos a la prosa ficticia.
Su primera novela, El Precepto roto (破戒 Hakai), fue publicado en 1906. Fue considerado un hito en el realismo japonés y se le consideró como la primera novela naturalista japonesa. Es una historia de un profesor del estrato burakumin quién mantiene en secreto su estado de paria hasta casi al final de su novela. Mientras Tōson lo escribía, uno de sus tres hijos murió a raíz una enfermedad.
Su segunda novela, Haru (春 Primavera, 1908), es una obra lírica y cuenta sus sentimientos autobiográficos durante sus días juveniles con el grupo de escritores Bungakukai.
Su tercera novela, (家 La Familia, 1910–1911), fue considerado por muchos como su obra maestra. Describe la lenta disminución de dos familias provinciales a quien el protagonista está relacionado.
Tōson creó un fuerte escándalo con su próxima novela, Shinsei (新生 Nueva Vida, 1918–1919). Un trabajo más emocional , es una historia autobiográfica de sus propias relaciones extramatrimoniales con su sobrina, Komako, y el conocimiento que su padre (su hermano mayor) sobre el acto incestuoso, pero lo encubrió. Cuándo Komako quedó embarazada, Tōson huyó a Francia para evitar la confrontación con sus parientes, abandonando a la chica. Tōson intentó justificar su comportamiento por revelar que su padre había cometido un pecado similar y que no pudiera evitar la maldición de su apellido. El público en general no lo vio de esa manera y Tōson fue censurado en muchos frentes por su comportamiento y por su brutal vulgaridad por intentar capitalizar el vergonzoso incidente al convertirlo en una novela.
En su regreso a Japón, Tōson aceptó un correo para enseñar en la Universidad de Waseda. Entonces escribió Yoakemae (夜明け前 Antes del Amanecer, 1929–1935), una novela histórica sobre la Restauración Meiji del punto de vista de un activista provincial en la escuela Kokugaku (Indigenismo o Aprendizaje Nacional) de Hirata Atsutane. El héroe, Aoyama Hanzō, es apenas una débil representación de su padre, Shimazaki Masaki. Después de dar la bienvenida a la restauración de la orden directa por el Emperador como una restauración de la tradición nacional japonesa, el protagonista muere en amargura y decepción. Yoake mae Fue serializado en la revista literaria Chūō kōron y más tarde fue publicado como novela en dos volúmenes.
En 1935, Tōson se convirtió en el fundador y presidente  del capítulo japonés del PEN Club Internacional.  En 1936 viajó a Buenos Aires para representar a Japón en la reunión del Pen Club Internacional en esa ciudad, también visitando los Estados Unidos y Europa en este viaje. En 1943,  empezó a serializar Tōhō no mon (東方の門 La Puerta al Del este), una secuela de Yoake mae, pero quedó inconcluso cuándo Tōson muriera de un Accidente cerebrovascular a la edad de 71 años, en 1943. Su tumba está en el templo budista Jifuku-ji, en Ōiso, Prefectura de Kanagawa Prefectura.

## Trabajos publicados
Entre los trabajos más importantes de Tōson son:
- Wakanashū (若菜集 Colección de Hierbas Jóvenes)
- El Precepto roto (破戒 Hakai)
- Primavera (春 Haru)
- La Familia (家 Ie)
- Shinsei (新生 Nueva Vida)
- Antes del Amanecer (夜明け前 Yoakemae)